# Momias de Teverga
Momias de Teverga Momias sitas en la Colegiata de San Pedro de Teverga; se corresponden con los cadáveres de dos aristócratas de la Casa Miranda: Lope de Miranda y Ponce de León, I Marqués de Valdecarzana, † Madrid, 1688. Su cadáver, antes de ser trasladado a Teverga se depositó en la cripta del Monasterio de los Bernardos, en Madrid. Se trasladó a Teverga en 1731. Primeramente, se depositó en una sepultura anexa a la pared de la Colegiata. Posteriormente, al haberse momificado, se edificó un corredor de hierro y se situó allí, elevado sobre el suelo, para eludir la intromisión del público. El segundo cadáver momificado corresponde a Pedro Analso de Miranda, hijo del anterior, abad de Teverga y obispo de Teruel, donde falleció en 1731. Su cadáver fue enterrado en la Colegiata en 1733. Tras unos años, se constató su momificación y su tumba era frecuentada por bastante público. Para eludirlo, fue colocado en el corredor de hierro, junto a su padre. En el siglo XX para atraer visitas, se bajaron las momias, siendo situadas en dos féretros con tapas de cristal, del lado izquierdo del altar mayor, y se creó un pequeño museo que las alberga. Padre e hijo tuvieron fama de ser muy crueles y tiránicos.